# David Kitay
David Joseph Kitay (* 23. Oktober 1961 in Los Angeles, Kalifornien) ist ein US-amerikanischer Komponist.

## Leben
David Joseph Kitay wurde als Sohn eines Buchhalters und einer Opernsängerin geboren. Mit acht Jahren begann er bereits mit dem privaten Musikunterricht und mehrere Jahre besuchte er parallel zur Schule die Dick Grove School of Music. Mit Anfang 20 war Kitay als guter Gitarrist bekannt, sodass ihn der bekannte Musikproduzent Barry Mann als Studiomusiker für Motown engagierte. Dort spielte er als Studiomusiker für The Temptations, Four Tops, Aretha Franklin und James Ingram.
Es war anschließend Steve Terrell, mit dem er eine gemeinsame Plattenfirma gründete, der ihn zum Komponieren von Filmmusik brachte. Nachdem er für die Zeichentrickserie Teen Wolf komponierte, folgten weitere Aufträge und die beiden erfolgreichen Filme Kuck mal, wer da spricht! und Kuck mal, wer da spricht 2. Allerdings verstarb 1991 Kitays Mutter, weswegen er sich aus dem Musikgeschäft zurückzog. Als er wieder zurückkehren wollte, musste er feststellen, dass sein Renommee sich verflüchtigt hatte und er sich erneut Aufträge erarbeiten musste. Aber nach einigen Jahren, in denen er vor allem für Fernsehfilme komponierte, konnte er wieder für erfolgreiche Produktionen wie Clueless – Was sonst!, Scary Movie und Harold & Kumar arbeiten.

## Filmografie (Auswahl)

### Filme
- 1989: Kuck mal, wer da spricht! (Look Who’s Talking)
- 1990: Kuck mal, wer da spricht 2 (Look Who’s Talking Too)
- 1991: Ein Satansbraten kommt selten allein (Problem Child 2)
- 1991: Highway zur Hölle (Highway to Hell)
- 1992: Boris und Natasha – Dümmer als der CIA erlaubt (Boris and Natasha)
- 1993: Surf Ninjas
- 1994: Chicks – Total bekifft und wild auf Girls (The Stöned Age)
- 1994: Daddy schafft sie alle (Father and Scout)
- 1994: Mommy Market – Auf der Suche nach der Traummutter (Trading Mom)
- 1995: Chaos! Schwiegersohn Junior im Gerichtssaal (Jury Duty)
- 1995: Clueless – Was sonst! (Clueless)
- 1998: A Night at the Roxbury
- 1998: Ich kann’s kaum erwarten! (Can’t Hardly Wait)
- 2000: Ey Mann, wo is’ mein Auto? (Dude, Where’s My Car?)
- 2000: Loser – Auch Verlierer haben Glück (Loser)
- 2000: Scary Movie
- 2001: Ghost World
- 2001: Herrchen wider Willen (Hounded)
- 2001: Tomcats
- 2002: Das Scream Team (The Scream Team)
- 2002: Soldat Kelly (Cadet Kelly)
- 2003: Bad Santa
- 2003: Die Hochzeit meiner Traumfrau (The One)
- 2003: Die Mexico Connection (I Witness)
- 2003: Eddies große Entscheidung (Eddie's Million Dollar Cook-Off)
- 2003: How to Deal – Wer braucht schon Liebe? (How to Deal)
- 2004: Elvis Has Left the Building
- 2004: Harold & Kumar (Harold & Kumar Go to White Castle)
- 2004: Jordan Superstar (Stuck in the Suburbs)
- 2005: Gut gebellt ist halb gewonnen (Life Is Ruff)
- 2005: The Ice Harvest
- 2006: Art School Confidential
- 2006: Date Movie
- 2006: Relative Strangers
- 2006: The Darwin Awards
- 2007: Shanghai Kiss
- 2007: Smiley Face
- 2007: Von Frau zu Frau (Because I Said So)
- 2008: Meine himmlische Verlobte (Over Her Dead Body)
- 2008: My Sassy Girl – Unverschämt liebenswert (My Sassy Girl)
- 2008: Nur über ihre Leiche (Over Her Dead Body)
- 2009: Mr. Troop Mom – Das verrückte Feriencamp (Mr. Troop Mom, Fernsehfilm)
- 2012: Vamps – Dating mit Biss (Vamps)
- 2012: Allein zu Haus: Der Weihnachts-Coup (Home Alone: The Holiday Heist, Fernsehfilm)
- 2013: Aftermath

### Fernsehserien
- 1986–1987: Teen Wolf (21 Episoden)
- 1992–1999: Verrückt nach dir (Mad About You, 32 Episoden)
- 1996–1999: Clueless – Die Chaos-Clique (Clueless, 49 Episoden)
- 2003: Kate Fox & die Liebe (Miss Match)
- 2005: Jake in Progress
- 2008: Cashmere Mafia

## Auszeichnungen
BMI Film & TV Awards
- 1990: Kuck mal, wer da spricht!
- 1995: Verrückt nach dir
- 1997: Verrückt nach dir
- 1998: Verrückt nach dir
- 2001: Scary Movie